# هوبشوویتسه
هوبشوویتسه (به چکی: Hobšovice) یک منطقهٔ مسکونی در جمهوری چک است که در شهرستان کلادنو واقع شده‌است. هوبشوویتسه ۹٫۸۹ کیلومتر مربع مساحت و ۳۶۱ نفر جمعیت دارد و ۲۱۰ متر بالاتر از سطح دریا واقع شده‌است.